# Natriumtetrachloorauraat(III)
Natriumtetrachloorauraat(III) is een anorganische verbinding, een zout van natrium en het complexe {\displaystyle {\ce {AuCl4^{-}}}}-anion

## Synthese
De eerste synthese-route bestond uit het toevoegen van een oplossing van tetrachloorauraat(III)zuur aan natriumhydroxide of natriumcarbonaat. Het ontstane mengsel wordt verwarmd tot 100 °C en dan onder roeren ingedampt. Voordat al het water verdampt is wordt de oplossing gekoeld waarbij het product uitkristalliseert. Na drogen heeft men de oranje kristallijne stof in handen.
{\displaystyle {\ce {H(AuCl4) + NaCl -> Na(AuCl4) + HCl}}}
{\displaystyle {\ce {2 H(AuCl4) + Na2CO3 -> 2 Na(AuCl4) + H2O + CO2}}}
Tegenwoordig wordt een efficientere methode gebruikt waarbij goud wordt toegevoegd aan een mengsel van een natrium-oxy-halogeenzout en waterstofchloride.

## Toepassingen
Na(AuCl4) is een niet-toxisch alternatief voor kwik als katalysator voor reacties met alkynen, bijvoorbeeld voor de aanmaak van geneesmiddelen. Voorbeeldreacties zijn de additie van waterstofchloride aan acetyleen, de oxidatie van sulfides of de hydratie van terminale alkynen om methyl-ketonen te vormen:
Na(AuCl4) is uitgangsstof voor andere goudverbindingen en complexen, zoals {\displaystyle {\ce {[Au\{(HOH2C)2PC6H4P(CH2OH)2\}2]Cl}}}.